# IPhone 6
L'iPhone 6 e l'iPhone 6 Plus sono due smartphone sviluppati e prodotti dalla Apple Inc. I dispositivi fanno parte della serie iPhone e sono stati presentati al Keynote del 9 settembre 2014, tenuto presso il Flint Center del Campus Apple di Cupertino a San Francisco, e pubblicati il 19 settembre dello stesso anno. L'iPhone 6 e l'iPhone 6 Plus sono i successori dell'iPhone 5s e i predecessori dell'iPhone 6s, presentato un anno dopo. Fanno parte entrambi della ottava generazione di iPhone.
L'iPhone 6 e l'iPhone 6 Plus sono caratterizzati rispettivamente da un processore più veloce, uno schermo da 4,7 e 5,5" (120 mm e 140 mm rispettivamente), fotocamere migliori, LTE e Wi-Fi più veloci.

## Storia
L'iPhone 6 e l'iPhone 6 Plus sono stati presentati ufficialmente durante l'evento Apple al Flint Center for Performing Arts a Cupertino, California il 9 settembre 2014 e venduti dal 19 settembre dello stesso anno. I preordini sono incominciati il 12 settembre del 2014.
Nell'agosto del 2015, Apple ha rilasciato un comunicato dicendo che alcuni iPhone 6 Plus avrebbero potuto avere la fotocamera difettosa, provocando foto sfocate, iniziando così un programma di sostituzione dei terminali difettosi.
Il 26 giugno 2015, con la presentazione dell'iPhone 6s e 6s Plus, la versione da 128 GB di iPhone 6 e 6 Plus venne rimossa dal mercato, insieme alla versione oro. Le versioni da 16 e 64 GB color argento e grigio siderale restarono sul mercato a un prezzo ridotto.
I due modelli di iPhone vennero rimossi definitivamente dal mercato il 12 settembre 2016. Tuttavia l'iPhone 6 da 4.7" tornò temporaneamente sul mercato occidentale nella sola variante da 32 GB (fino ad allora non disponibile) nel 2017, venendo così proposto come modello economico di base per l'accesso degli utenti alla gamma iPhone.
Con oltre 200 milioni di unità vendute, risulta essere ancora l'iPhone più venduto di sempre.

## Specifiche

### Software
Come tutti i modelli di iPhone, anche l'iPhone 6 e l'iPhone 6 Plus utilizzano il sistema operativo mobile iOS, sviluppato dalla stessa Apple. Sono stati introdotti sul mercato con iOS 8.
Il ciclo di vita di iPhone 6 e di iPhone 6 Plus termina a settembre 2019 con il rilascio di iOS 13, che non può essere installato in questi modelli; Apple ha in ogni modo continuato a rilasciare aggiornamenti di iOS 12 successivi all'introduzione di iOS 13.

### Hardware
| Colorazioni | Colorazioni     | Colorazioni | Colorazioni |
| Nome        | Nome            | Fronte      | Antenne     |
| ----------- | --------------- | ----------- | ----------- |
|             | Grigio siderale | Nero        | Grigio      |
|             | Argento         | Bianco      | Grigio      |
|             | Oro             | Bianco      | Bianco      |

#### Schermo
Lo schermo dell'iPhone 6 e dell'iPhone 6 Plus misura rispettivamente 4,7" e 5,5" e il display a cristalli liquidi ha una risoluzione di 1334×750 pixel e 1920×1080 pixel, la cui densità è di 326 ppi e 401 ppi, introducendo il display retina HD, il quale, oltre alla risoluzione HD, introduce i pixel a doppio dominio, che garantiscono colori più fedeli da un angolo all'altro dello schermo. È stato notevolmente migliorato anche il contrasto, foto-allineando i cristalli liquidi con i raggi UV, ottenendo quindi colori più nitidi e neri più profondi. La funzionalità touch è integrata nel display grazie ai sensori inseriti (tecnologia In-Cell), permettendo ad Apple di eliminare uno strato dello schermo. La forma del vetro è arrotondata agli estremi e si unisce alla cornice, rendendolo un tutt'uno con quest'ultima.
Come per i precedenti iPhone, il vetro dell'iPhone 6 e dell'iPhone 6 Plus è antigraffio, multi-touch e rivestito di un materiale oleorepellente a prova di impronte. Il vetro possiede inoltre uno speciale trattamento che lo rende più resistente rispetto ai modelli precedenti. Anche queste versioni di iPhone sono dotate di un sensore di luce ambiente per regolare la luminosità dello schermo automaticamente. Al contrario dell'iPhone 6 e i suoi predecessori, l'iPhone 6 Plus rende possibile l'utilizzo in modalità panorama di tutto il sistema.

#### Tasti fisici

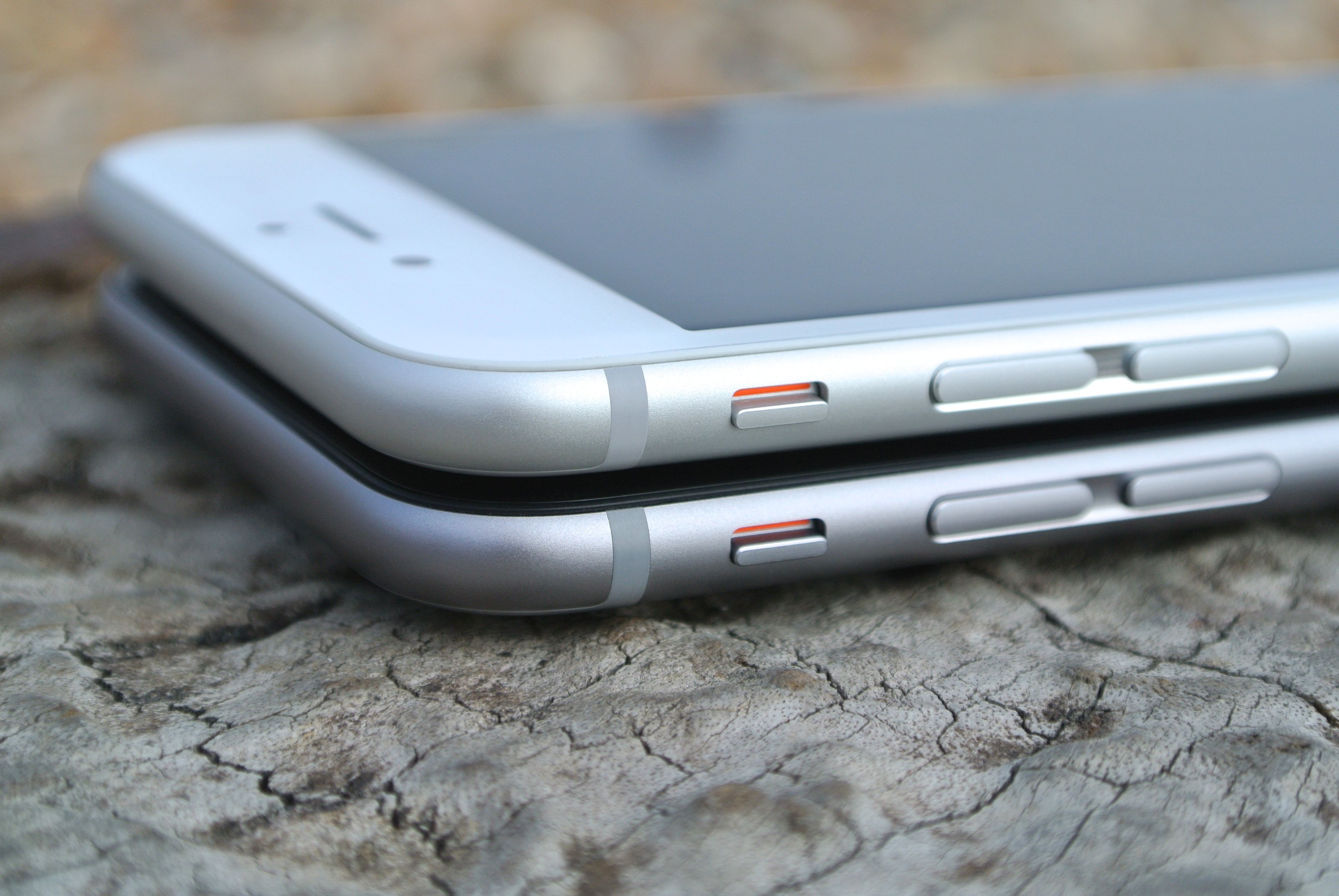
I tasti laterali dell'iPhone 6.

Come sull'iPhone 5s, sono presenti un totale di cinque comandi fisici, tra cui il pulsante Home, a cui viene integrato il sensore capacitivo di impronte digitali Touch ID sotto il display che riporta al menu Home, i due pulsanti del volume, l'interruttore silenzioso/blocco rotazione sullo stesso lato e il pulsante di accensione/standby, nella parte destra della cornice del dispositivo. Come il predecessore, questi iPhone dispongono del Touch ID, in grado di riconoscere le impronte digitali come alternativa al codice di sblocco o all'inserimento delle password in determinate applicazioni. Inoltre, con l'introduzione di Apple Pay, è possibile usarli per autenticare e autorizzare un pagamento con una carta di credito associata, tramite il protocollo NFC, nei paesi dove questa tecnologia è supportato, (come in Italia, dove viene utilizzato anche, ad esempio, per motivi inerenti alla sanità pubblica. (ad es. lettura della tessera sanitaria con NFC)

#### Fotocamera

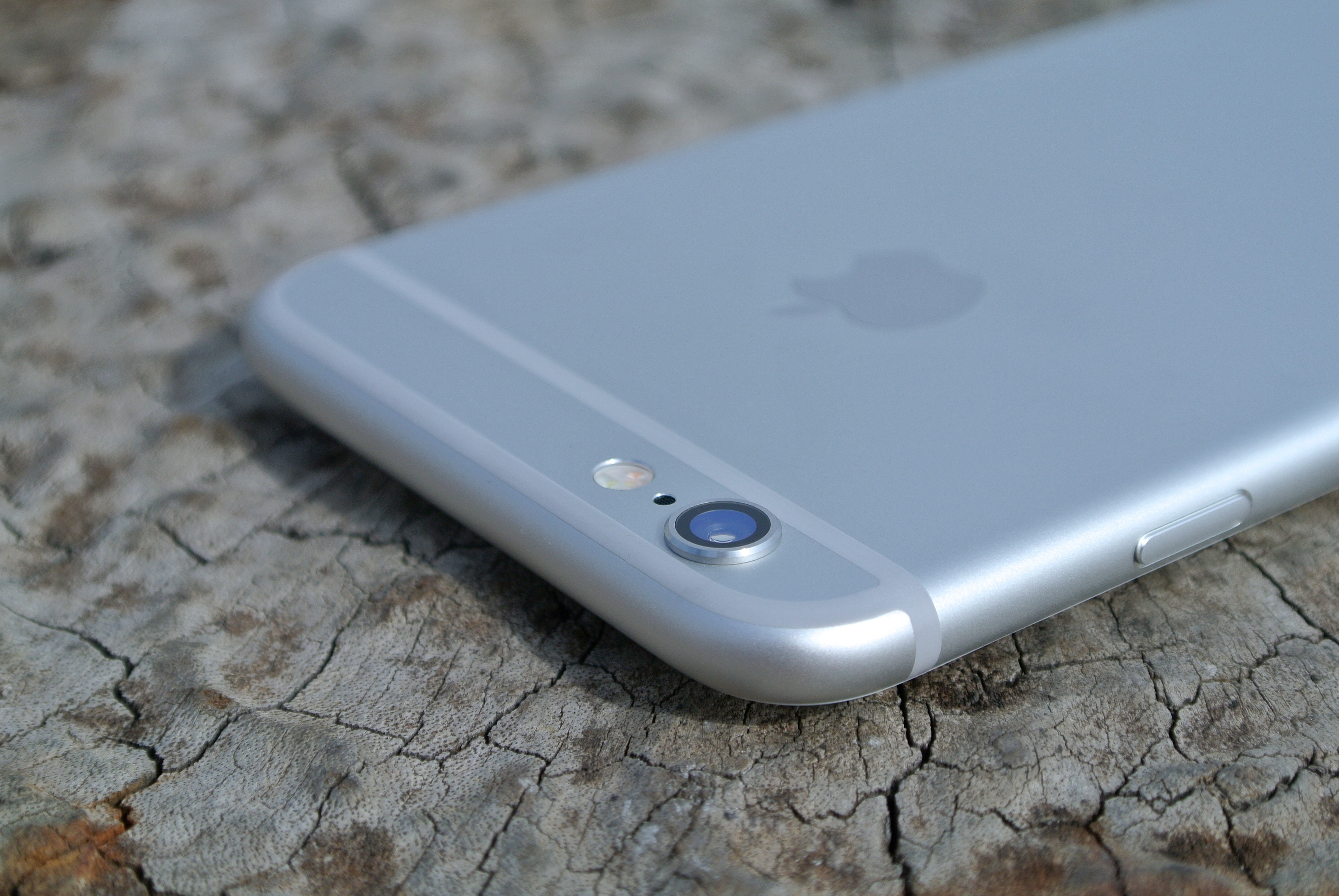
La fotocamera dell'iPhone 6.

L'iPhone 6 e l'iPhone 6 Plus dispongono di una fotocamera posteriore da 8 MP in grado di effettuare registrazioni video a 1080p Full HD a 30 o 60 FPS e video Slo-mo (slow motion) 720p HD a 120 o 240 FPS. Il dispositivo dispone inoltre del Flash True Tone, già introdotto sull'iPhone 5s, che, a differenza di quest'ultimo, è rotondo e non oblungo. È stato inoltre migliorato il riconoscimento dei volti grazie a un nuovo processore d'immagine. Viene notevolmente migliorata anche la modalità panorama, consentendo di scattare foto panoramiche con risoluzione fino a 43 MP. A differenza del modello superiore, l'iPhone 6 Plus, l'iPhone 6 è privo dello stabilizzatore ottico d'immagine (che consente di minimizzare gli errori nello scatto o nei video). Con iOS 8, viene introdotta la modalità Time Lapse e l'esposimetro manuale che permette di regolare la luminosità prima dello scatto. Per quanto riguarda la fotocamera frontale da 1,2 MP, è stato inserito un nuovo sensore FaceTime HD con apertura focale f/2.2, che consente di catturare più luce e migliorare la qualità generale dell'immagine. Per quanto riguarda i video, la risoluzione resta di 720p con l'aggiunta dell'Auto-HDR.

#### Archiviazione
L'iPhone 6 e l'iPhone 6 Plus sono disponibili in tre capacità di archiviazione: 16, 64, e per la prima volta, 128 GB. La versione da 32 GB, inizialmente venduta solo in alcuni paesi asiatici e in USA in esclusiva per l'operatore AT&T, è stata resa disponibile in alcuni paesi europei, fra cui l'Italia, come alternativa alla 16 GB, ormai obsoleta, a partire da maggio 2017. L'archiviazione avviene sulla memoria flash integrata e non vi è possibilità di espansione, se non con servizi di archiviazione virtuale come iCloud o Dropbox.

#### CPU e RAM
L'iPhone 6 e l'iPhone 6 Plus montano il nuovo chip Apple A8 a 64 bit, che può contare su 2 miliardi di transistor e un processo produttivo a 20 nanometri che riduce il calore generato da quest'ultimo. Le prestazioni promesse sono migliori del 25% rispetto a quelle garantite dal chip A7 e con una diminuzione dei consumi. Le dimensioni sono più contenute del 13%, mentre, per quanto riguarda la GPU, l'elaborazione stimata è maggiore del 50% rispetto al predecessore. Il processore A8 viene affiancato dal nuovo coprocessore di movimento M8 che ottimizza ulteriormente i consumi. La memoria RAM è di 1 GB di tipo LPDDR3 (come nel processore Apple A7).

#### Alimentazione
L'iPhone 6 contiene una batteria integrata ricaricabile agli ioni di litio da 1810 mAh. Le varie specifiche di durata dichiarate dall'azienda sono:
- fino a 14 ore di autonomia in conversazione su rete 3G;
- fino a 250 ore di autonomia in standby;
- fino a 10 ore su 3G, fino a 10 ore su LTE e fino a 11 ore su Wi-Fi di autonomia in utilizzo di internet;
- fino a 11 ore di autonomia in riproduzione video;
- fino a 50 ore di autonomia in riproduzione audio;

L'iPhone 6 Plus contiene una batteria integrata ricaricabile agli ioni di litio da 2915 mAh. Le varie specifiche di durata ufficiali sono:
- fino a 24 ore di autonomia in conversazione su rete 3G;
- fino a 400 ore di autonomia in standby;
- fino a 12 ore su 3G, fino a 12 ore su LTE e fino a 12 ore su Wi-Fi di autonomia in utilizzo di internet;
- fino a 14 ore di autonomia in riproduzione video;
- fino a 80 ore di autonomia in riproduzione audio;

L'iPhone 6 e l'iPhone 6 Plus sono in grado di navigare su reti GPRS, 3G e LTE di 4ª categoria (LTE CAT4) per un massimo di 150 Mbit/s; permettono inoltre di utilizzare la comunicazione Voice Over LTE (VoLTE), se supportata dal proprio operatore. Sono dotati di connettività wireless 802.11ac che permette una velocità 3 volte superiore al protocollo "n", la quale permette, in caso di scarsa ricezione della rete cellulare, di trasferire una chiamata vocale direttamente tramite rete Wi-Fi, se disponibile e supportata dal proprio operatore. Supportano il Bluetooth 4.0 e la connessione per la navigazione turn by turn tramite GPS assistito e GLONASS. È stato introdotto il protocollo NFC per i pagamenti tramite il servizio Apple Pay. È presente inoltre un'interfaccia USB con cavo di connessione Lightning a 8 pin.

## Sicurezza
Come nel suo predecessore, l'iPhone 6 e l'iPhone 6 Plus contengono il Touch ID, un sensore di impronte digitali di tipo capacitivo, con spessore di 170 micron e una risoluzione di 500 ppi. È in grado di analizzare lo strato sotto-epidermico e dispone di una leggibilità a 360 gradi per poter riconoscere le impronte in qualsiasi posizione del dito. Con i nuovi modelli, il Touch ID acquisisce nuove funzioni, oltre allo sblocco del dispositivo e ai pagamenti su Apple Store; ora, infatti, aggiunge la possibilità di autenticare l'accesso alle applicazioni e, con l'introduzione di Apple Pay, consente di autorizzare un pagamento con carta di credito associata.
La chiave di sicurezza generata a partire dall'impronta digitale viene archiviata soltanto all'interno del chip A8, nel Secure Enclave, in modo criptato e sicuro.

## Difetti
A 24 ore dal lancio del dispositivo sono sorti i primi problemi inerenti alla sua solidità: il modello più grande, l'iPhone 6 Plus, si piegava nelle tasche di alcuni acquirenti, difetto rinominato bendgate. Apple ha subito rilasciato un comunicato sul ristretto numero di persone afflitte dal problema e che esso sarebbe comunque coperto dalla garanzia. Apple ha, in ogni modo, attivato un programma di riparazione gratuita di iPhone 6 Plus con difetti del multi-touch dovuti a sfarfallio conseguente a piega. Successivamente, negli Stati Uniti, Consumer Report ha messo alla prova diversi dispositivi inclusi l'iPhone 6 e l'iPhone 6 Plus, concludendo con l'affermazione che i due dispositivi rientrano nella norma e che non esiste alcun bendgate, ma probabilmente solo qualche dispositivo difettoso.
Ulteriori indagini svolte successivamente hanno tuttavia confermato il fatto che Apple fosse a conoscenza del problema, come testimonierebbe lo strato di resina epossidica aggiunta sulle unità di iPhone 6 prodotte successivamente allo scalpore generato dal problema, così come anche nell'introduzione di una nuova lega di alluminio per la produzione di iPhone 6s e 6s Plus, l'alluminio 7000, che risulta infatti molto più robusto.